# Sonja Molnar
Sonja Molnar (* 29. April 1990 in Brampton, Ontario) ist eine ehemalige kanadische Tennisspielerin.

## Karriere
Molnar spielte überwiegend Turniere auf dem ITF Women’s Circuit, bei denen sie drei Einzel- und einen Doppeltitel gewonnen hat.
Sie spielte 2009 bis 2012 für die „Iowa Hawkeyes“, das Team der Universität von Iowa.
Auf der WTA Tour debütierte Sonja Molnar mit einer Wildcard in der Qualifikation des Rogers Cup 2012, wo sie aber bereits in der ersten Runde gegen Mirjana Lučić-Baroni mit 3:6 und 3:6 verlor. Für die Qualifikation des Rogers Cup 2013 erhielt sie abermals eine Wildcard, verlor aber wiederum bereits in der ersten Runde gegen Madison Keys mit 2:6 und 2:6. Daraufhin verlor sie in der Qualifikation zum Challenge Bell 2013 ebenfalls in der ersten Runde gegen Melanie Oudin mit 4:6 und 2:6.
2014 erhielt sie zusammen mit ihrer Partnerin Charlotte Petrick eine Wildcard für das Hauptfeld im Doppel des Coupe Banque Nationale présentée par Bell 2014, wo sie mit einem Sieg gegen die ebenfalls mit einer Wildcard gestartete Doppel Ayan Broomfield und Maria Patrascu das Viertelfinale erreichten. Dort verloren sie gegen die Paarung Barbora Krejčíková und Tatjana Maria mit 3:6 und 4:6. Im Einzel verlor sie in der Qualifikation in der ersten Runde gegen Heidi El Tabakh mit 1:6 und 4:6. 

## Turniersiege

### Einzel
| Nr. | Datum          | Turnier        | Kategorie   | Belag             | Finalgegnerin | Ergebnis |
| --- | -------------- | -------------- | ----------- | ----------------- | ------------- | -------- |
| 1.  | 7. Januar 2013 | Fort-de-France | ITF $10.000 | Hartplatz         | Shérazad Reix | 6:2, 6:0 |
| 2.  | 22. Juni 2014  | Victoria       | ITF $10.000 | Hartplatz (Halle) | Tori Kinard   | 6:4, 7:5 |
| 3.  | 7. Juni 2015   | Bethany Beach  | ITF $10.000 | Sand              | Alexa Graham  | 6:1, 7:5 |

### Doppel
| Nr. | Datum        | Turnier            | Kategorie   | Belag     | Partnerin         | Finalgegnerinnen               | Ergebnis |
| --- | ------------ | ------------------ | ----------- | --------- | ----------------- | ------------------------------ | -------- |
| 1.  | 31. Mai 2014 | Hilton Head Island | ITF $10.000 | Hartplatz | Caitlin Whoriskey | Lauren Albanese Macall Harkins | 6:3, 6:4 |